# Witt
Witt és una població dels Estats Units a l'estat d'Illinois. Segons el cens del 2000 tenia 991 habitants.

## Demografia
Segons el cens del 2000, Witt tenia 991 habitants, 438 habitatges, i 261 famílies. La densitat de població era de 275,3 habitants/km².
Dels 438 habitatges en un 26,5% hi vivien nens de menys de 18 anys, en un 47,9% hi vivien parelles casades, en un 7,5% dones solteres, i en un 40,4% no eren unitats familiars. En el 35,4% dels habitatges hi vivien persones soles el 19,2% de les quals corresponia a persones de 65 anys o més que vivien soles. El nombre mitjà de persones vivint en cada habitatge era de 2,26 i el nombre mitjà de persones que vivien en cada família era de 2,94.
Per edats la població es repartia de la següent manera: un 23,8% tenia menys de 18 anys, un 6% entre 18 i 24, un 27,1% entre 25 i 44, un 23% de 45 a 60 i un 20,1% 65 anys o més.
L'edat mediana era de 40 anys. Per cada 100 dones de 18 o més anys hi havia 85 homes.
La renda mediana per habitatge era de 25.329 $ i la renda mediana per família de 32.344 $. Els homes tenien una renda mediana de 31.927 $ mentre que les dones 19.861 $. La renda per capita de la població era de 14.817 $. Aproximadament el 17,2% de les famílies i el 21,4% de la població estaven per davall del llindar de pobresa.

## Poblacions més properes
El següent diagrama mostra les poblacions més properes.